# Cuneisigna cumamita
Cuneisigna cumamita är en fjärilsart som beskrevs av George Thomas Bethune-Baker 1911. Cuneisigna cumamita ingår i släktet Cuneisigna och familjen nattflyn. Inga underarter finns listade i Catalogue of Life.